# Luxemburgska krisen

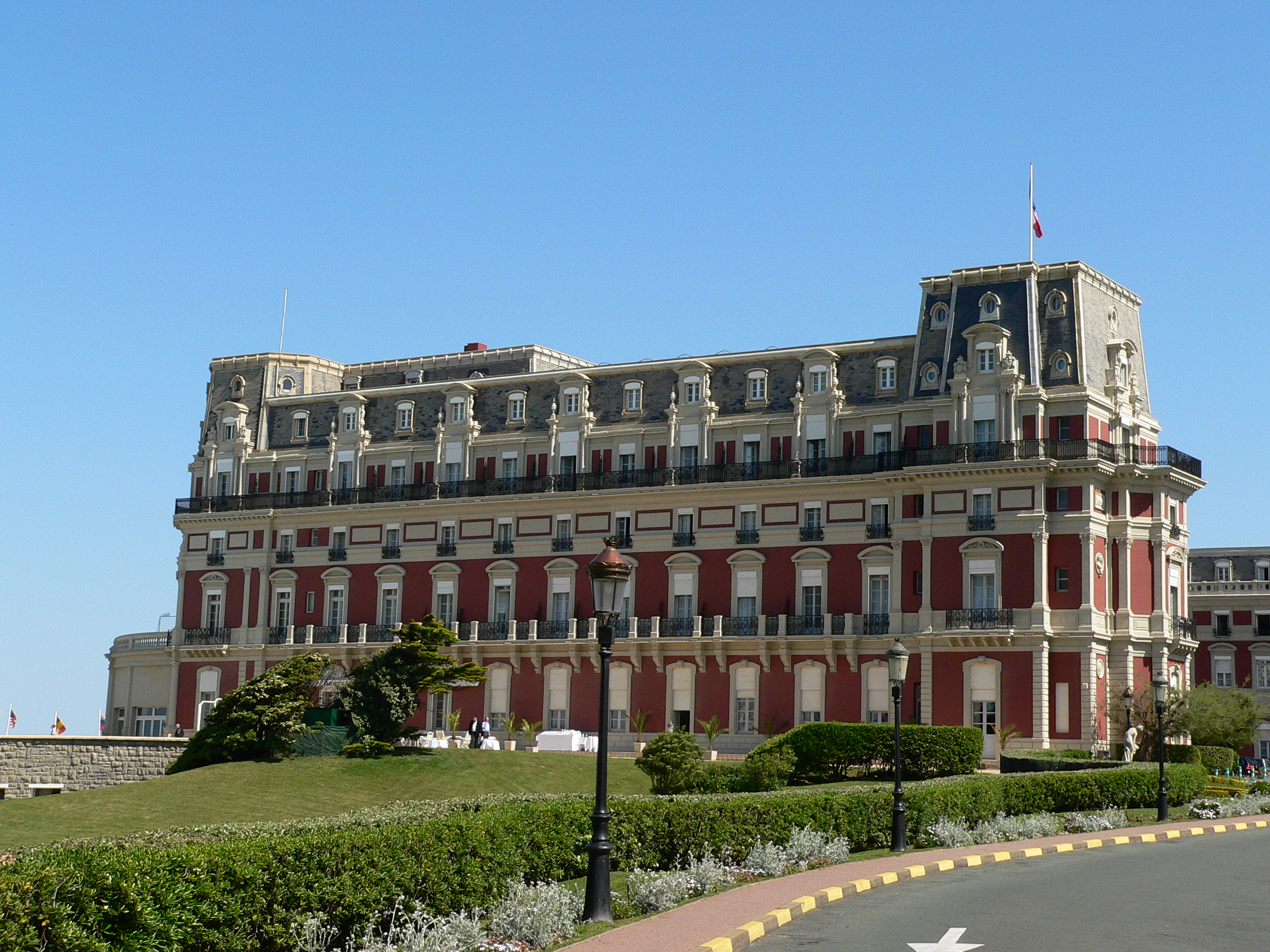
Förhandlingar kring Luxemburgska krisen hölls i byggnaden i Biarritz mellan Napoleon III och Bismarck.

Luxemburgska krisen ägde rum 1867, och var en internationell kris som utlöstes genom Napoleon III:s erbjudan att köpa Luxemburg. Affären fullföljdes aldrig. 
I mars 1867 slöt Napoleon III ett avtal med Vilhelm III av Nederländerna, som var i stort behov av pengar, om att köpa storhertigdömet Luxemburg. Affären väckte en storm av protester i Preussen och andra tyska stater, och kung Vilhelm av Nederländerna drog därför tillbaka erbjudandet. Otto von Bismarck protesterade öppet trots att han faktiskt lovat Napoleon att godkänna köpet. 
Krisen uppstod på en internationell konferens i London mellan den 7 och 11 maj 1867.